# Elbach (Gummersbach)
Elbach ist ein Ortsteil von Gummersbach im Oberbergischen Kreis im südlichen Nordrhein-Westfalen.

## Geographie
Der Ort liegt an einem Berghang über dem Unterlauf der in die Leppe mündenden Gelpe im Nordwestzipfel der Stadtgemeinde, rund neun Kilometer westlich des Stadtzentrums. Über zwei Waldwege kann man nach Berghausen gelangen.

## Geschichte
1542 wurde der Ort erstmals urkundlich erwähnt, und zwar wird Toennes yn der Eulebich in den Türkensteuerlisten aufgeführt.
Der Weiler Elbach gehörte bis 1806 zur Reichsherrschaft Gimborn-Neustadt.

## Verkehr
Die Haltestelle von Elbach wird über die Buslinie 316 (Gummersbach – Engelskirchen) angeschlossen.